# Dimitrij Ovtcharov
Dimitrij Ovtcharov (n. 2 septembrie 1988, Kiev, RSS Ucraineană, URSS) este un jucător de tenis de masă ce a reprezentat Germania, medaliat olimpic. A participat la 5 ediții ale Jocurilor Olimpice (2008, 2012, 2016, 2020, 2024) în care a câștigat două medalii de argint și patru medalii de bronz.